# Frederica de Württemberg (duquessa d'Oldenburg)
Frederica de Württemberg, duquessa d'Oldenburg (Treptow 1765 - Viena 1785) va ser duquessa de Württemberg amb el tractament d'altesa reial quan contragué núpcies amb el gran duc Pere I d'Oldenburg.

## Família
Nascuda a Treptow, a la històrica regió de Brandenburg, el dia 27 de juliol de 1765 essent filla del duc Frederic II Eugeni de Württemberg i de la marcgravina Frederica de Brandenburg-Schwedt. Per via paterna era net del duc Carles I Alexandre de Württemberg i de la princesa Maria Augusta de Thurn und Taxis; mentre que per via materna ho era del marcgravi Frederic Guillem de Brandenburg-Schwedt i de la princesa Sofia Dorotea de Prússia.
El dia 26 de juny de 1781 contragué matrimoni amb qui esdevindria gran duc Pere I d'Oldenburg, fill del duc Jordi Lluís d'Oldenburg i de la princesa Sofia de Schleswig-Holstein-Sondenburg-Beck, al Castell d'Etupes a Montbéliard. La parella tingué dos fills:
- SAR el gran duc August I d'Oldenburg, nat a Rastede el 1783 i mort a Oldenburg el 1853. Es casà en primeres núpcies el 1817 amb la princesa Adelaida d'Anhalt-Bernburg-Schaumburg-Hoym a Schaumburg. En segones núpcies el 1825 a Schaumburg amb la princesa Ida d'Anhalt-Bernburg-Schaumburg-Hoym. I, el 1831 a Viena amb la princesa Cecília de Suècia.

- SA el duc Jordi d'Oldenburg, nat a Oldenburg el 1784 i mort a Twer el 1812. Es casà a Sant Petersburg el 1809 amb la gran duquessa Catetrina de Rússia.

Frederica morí a Viena el dia 24 de novembre de 1785 als vint anys.